# Bledzewo
Bledzewo (prononciation : [blɛˈd͡zɛvɔ]) est un village polonais de la gmina de Sierpc dans le powiat de Sierpc de la voïvodie de Mazovie dans le centre-est de la Pologne.
Il se situe à environ 10 kilomètres au sud de Sierpc (siège de le powiat) et à 114 kilomètres au nord-ouest de Varsovie (capitale de la Pologne).
Le village comptait approximativement une population de 210 habitants en 2006.

## Histoire
De 1975 à 1998, le village appartenait administrativement à la voïvodie de Płock.

Depuis 1999, il appartient administrativement à la voïvodie de Mazovie